# ミヒャエル・ケウシュ
ミヒャエル・ケウシュ（ドイツ語: Michael Keusch、1955年 - ）はカナダ・アルバータ州カルガリー出身の映画監督・脚本家・写真家である。ドイツのボーフムで育ち、21歳の時にカナダへ帰国した。テレビ映画を中心に活動しており、おもな作品はスティーヴン・セガール主演の沈黙シリーズや、郷ひろみのハリウッドデビュー作『ワイルドハート/遥かなる荒野へ』など。

## フィルモグラフィ
- ナイトクラブ Night Club （1989年、監督・脚本）
- デッド・チェイサー/炎の大捜査網 Inside Edge （1992年、編集）
- ワイルドハート/遥かなる荒野へ Samurai Cowboy （1993年、監督・脚本）
- 噛む女/ブロンドの誘惑に秘められた罠 Double Cross （1994年、監督）
- セラピスト Vanessa Kramer und der rote Skorpion （2002年、監督）
- GTR グランド・ザ・レース Crazy Race （2003年、監督）
- ワイルド･レーサー Autobahnraser （2004年、監督）
- 沈黙の奪還 Shadow Man （2006年、監督）
- 沈黙の激突 Attack Force （2006年、監督）
- 沈黙のステルス Flight of Fury （2007年、監督）